# 二百五十六角形
二百五十六角形（にひゃくごじゅうろくかくけい、にひゃくごじゅうろっかっけい）は、多角形の一つで、256本の辺と256個の頂点を持つ図形である。内角の和は45720°、対角線の本数は32384本である。

## 正二百五十六角形
正二百五十六角形においては、中心角と外角は1.40625°で、内角は178.59375°となる。一辺の長さが a の正二百五十六角形の面積 S は
{\displaystyle S=64a^{2}\cot {\frac {\pi }{256}}}
{\displaystyle \cos(2\pi /256)}は有理数と平方根の組み合わせのみで表せる。
{\displaystyle \cos {\frac {2\pi }{256}}=\cos {\frac {\pi }{128}}=\cos \left(1.40625^{\circ }\right)={\frac {1}{2}}{\sqrt {2+{\sqrt {2+{\sqrt {2+{\sqrt {2+{\sqrt {2+{\sqrt {2}}}}}}}}}}}}}

### 正二百五十六角形の作図
正二百五十六角形は定規とコンパスによる作図が可能な図形である。